# Magyar fattyúnyelvi szótárak listája
A magyar fattyúnyelvi szótárakat és az egyéb fattyúnyelvvel foglalkozó munkákat kivétel nélkül a Zolnay Vilmos–Gedényi Mihály szerzőpáros készítette az általuk fattyúnyelvnek nevezett szleng történeti, etimológiai, valamint értelmező- és szinonimaszótári feldolgozása során. Nagyobb munkáikból egyik sem látott nyomtatásban napvilágot, életükben csak néhány kisebb írásuk jelenhetett meg.

## Gedényi Mihály és Zolnay Vilmosfattyúnyelvimunkáinak jegyzéke
- Zolnay Vilmos: A kártya története és a kártyajátékok. Írta Zolnai Zolnay Vilmos. (Kártyaszótárral és 34 képpel). Budapest, 1928. (383 lap).

„A kártyások nyelve” c. fejezetben (14–22) inkább csak folyamatos szövegbe ágyazott szaknyelvi szavak találhatók, de a „IV. Rész. Kártyaszótár” (311–364) fejezetben már nagyon sok szleng kifejezés olvasható. A tréf.[ás(an)] és zsar.[gon] minősítéssel jelölt szavakat bizonyára maga Zolnay is szlengszónak tartotta.
- Zolnay Vilmos: A hamiskártyások nyelve. Magyar Nyelvőr, 62 (1933): 17–22, 50–3, 82–5
- Gedényi Mihály – gm –, A tolvajnyelv eredetéről. Film Színház Irodalom 3/2 (1940. január 11–18.): 25–6
- Zolnay Vilmos, „Alma” és a tagadás kifejezései. Magyar Nyelvőr, 77 (1953): 473–4
- Zolnay Vilmos, Szómagyarázatok, illetve műhelyforgácsok. (A magyar fattyúnyelv szótárába fel nem vett anyag). (Kézirat). Budapest, 1953. (214 lap).

Fogalmi csoportok szerint rendezett etimológiák, ötletek. Megtalálható az ELTE Egyetemi Könyvtár kézirattárában, jelzete: H. 279.
- A magyar fattyúnyelv nagyszótára. A teljes szóanyagból mutatványképen a „CS”. Gyűjtötte és szerkesztette Zolnay Vilmos és Gedényi Mihály. Budapest, 1954. (019 + 106 lap).

Ezt az öt példányban készült kéziratot az MTA Nyelvtudományi Intézetéhez nyújtották be a szerzők, hogy egyrészt bírálatot kérve szakmai segítséget kapjanak, másrészt a kiadás és a költségeik megtérítése felől tájékozódjanak. A Cs betűs szavak mellett egy tanulmányt tartalmaz a fattyúnyelv történetéről, a cs betűs szavak statisztikájáról, a fattyúnyelv szinonimáiról, szóképzési rendszeréről, „vándorló szavai”-ról és a fattyúnyelv „külföldre vezető” szálairól. A mutatványfüzetről Bárczi Géza és Zolnai Béla írt bírálatot. (A bírálatok megtalálhatók a Széchényi-könyvtár 2025-ig zárolt Gedényi-hagyatékában; Zolnai bírálatának jegyzetei és kézirata pedig az MTA kézirattárában őrzött Zolnai-hagyatékban (Ms 4118/191 I–VII és Ms 4147/20). Nyelvészeti szakirodalmunkban erre a mutatványfüzetre is történt már utalás (Scheiber: Magyar Nyelv, 52: 230).
A füzet egy példánya Gedényi Mihályné birtokában van, egy másik pedig az MTA kézirattárában a disszertációk között található, jelzete: 7/I. oszt.
- [Zolnay Vilmos és Gedényi Mihály:] Budapest a fattyúnyelvben. Zolnay Vilmos és Gedényi Mihály munkája. (Kézirat). Budapest, 1956. (146 lap).

Pályaműként készült egy Budapest néprajzával kapcsolatos pályázatra. Egy-egy példánya megtalálható a Fővárosi Szabó Ervin Könyvtárban (jelzete: Bq 0910/273) és az Országgyűlési Könyvtárban (jelzete: 352.747), egy-egy pedig Gedényi Mihályné és Kis Tamás birtokában van. A Mozgó Világ 1994/5. számában részlet jelent meg belőle „Zolnay Vilmos–Gedényi Mihály, Budapest a fattyúnyelvben (1956)” címmel (i. h. 32–48). Bizonyos szerkesztői változtatásokkal 1996-ban önállóan is megjelent „A régi Budapest a fattyúnyelvben” címen. Vö. még „Budapestről fattyúnyelven” c. dolgozatukkal és annak pótlásával a „Zolnay Vilmos fattyúnyelvi szótárát kiegészítő dolgozatok” között.
- Gedényi Mihály: A gyűjtőfogházban. (Kézirat). Kistarcsa, Tököl 1958.

Hivatkozik rá: Zolnay Vilmos–Gedényi Mihály: A magyar fattyúnyelv szótára I, 0144. Az idézett helyen „Kéziratban a szerzőnél” megjegyzéssel szerepel, de Gedényi Mihály hátramaradt feljegyzései között eddig nem sikerült a nyomára bukkanni. Gedényi Mihálynénál nincs meg; esetleg a Széchényi-könyvtár 2025-ig zárolt Gedényi-hagyatékának valamelyik kötetében található, de a fattyúnyelvi szótárak előmunkálatait tartalmazó csomókban nem lelhető fel.
Bizonyára azonos (bár a cím nem egyezik) a Zolnay Vilmos fattyúnyelvi szótárát kiegészítő dolgozatok cím alatt (Budapest, 1970) az ELTE Egyetemi Könyvtár kézirattárában őrzött kisebb-nagyobb gyűjtemények, tanulmányok (jelzete: H. 281) között található egyik dolgozattal, melynek címe: Fattyúnyelvi szógyűjtés Kistarcsáról, Tökölről és a gyűjtőfogházból (4 lap).
- Budapesti fattyúnyelvi szójegyzék. I–III. Összegyűjtötte és magyarázta Zolnay Vilmos és Gedényi Mihály. (Kézirat.) Budapest, 1960. (010 + 881 lap)

Ez a szótár a publikációs lehetőségeket keresve készült, anyaga tulajdonképpen válogatás A magyar fattyúnyelv szótárá-ból. Megjelenésének tervéről (kőbányai) számol be: Babuska, cidibum, cérnakorzó. (Készül Budapest fattyúszótára – Imádsággal a napfogyatkozás ellen. A főváros érdekességei, múltja, irodalma a Szabó Ervin könyvtár készülő sorozatában). Esti Hírlap, 6/24 (1961. január 28.): 6. Egy-egy példánya megtalálható a Fővárosi Szabó Ervin Könyvtárban (jelzete: Bq 0910/159), az MTA kézirattárában (jelzete: Ms 10.296/I–II–III.), az ELTE Egyetemi Könyvtár kézirattárában (jelzete: H. 222) és az Országos Széchényi Könyvtárban (jelzete: 406.373).
- Szólásmondások a budapesti fattyúnyelvben. I–II. Gyűjtötte és magyarázta Zolnay Vilmos és Gedényi Mihály. (Kézirat). Budapest, 1961. (348 lap).

A három példányban készült mű egy-egy példánya megtalálható az MTA kézirattárában (jelzete: Ms 685/I–II) és az ELTE Egyetemi Könyvtár kézirattárában (jelzete: H. 223).
- Zolnay Vilmos–Gedényi Mihály: A magyar fattyúnyelv szótára. I–XXIV. füzet. (Kézirat). Budapest, 1945–1962, 1967.  (0252 + 4577 + 346 + 750 lap).

A tartalomjegyzék egy XXV. kötetet is említ, mely a rigmusokat, verseket tartalmazza, de ennek sehol sincs nyoma. Föltehetőleg nem is létezik, hisz maguk a szerzők írják az előszóban, hogy „A 75 ládikát kitevő szókincset azután géppel 5 példányban tisztáztuk és jutottunk el az itt következő 6 ezer oldalas kézirathoz, amit 24 füzetbe kötve kezelünk” (I, 02).
Az I. füzet a szótár születését, a fattyúnyelv szakszó eredetét, a „fattyúnyelv” történetét, szóképzésének rendszerét és a szócikkek felépítését, a szótár szerkezetét tárgyalja. A szótár a II. füzettől a XIX. füzet 4327. lapjáig tart. Ezt követi a 4328. laptól a XX. füzet végéig az első pótlás a szótárhoz. A XXI. füzetben szólásmódok és ezek pótlása, a XXII–XXIV. füzetben pedig egy öt évvel későbbi pótlás következik.
A szótár cédulaanyaga – melyet Zolnay Vilmos a kötetek lezárása után is tovább bővített – az MTA Nyelvtudományi Intézetének szótári osztályán található, felhasználta például A magyar nyelv történeti-etimológiai szótára is. Az elkészült kézirat egy példánya Gedényi Mihályné birtokában van, egy pedig az Országos Széchényi Könyvtárban található (jelzete: 404.503). Az ELTE Egyetemi Könyvtár kézirattárában az I–XX. kötetek vannak meg (jelzete: H. 235).
Elkészültéről több lap is beszámolt: [Csató István] (csi), Tudja e Ön, mi az a „fattyúnyelv”? (Nem? Pedig lépten-nyomon találkozik vele!) Népakarat (1957. március 9.): 4; – Kun Erzsébet, Elkészült a „titkos nyelv” szótára. (Gyűjtemény 50000 szóról, amit lehetőleg ne használjunk) Hétfői Hírek (1958. május 5.); – Levest rajzoltak… (Milyen szavakat használtak ötszáz éve – a huligánok). Esti Hírlap, 11/304 (1966. december 27.); – R.[adó] I.[stván], Balhé, meló, haver és társaik. (A Tudományos Akadémia kiadja az első magyar fattyúnyelvi szótárt). Népszabadság (1957. július 10.): 4.
A szótár kiadásának lehetőségeit keresve a szóanyag egy részéből két kisebb feldolgozás is készült:
A magyar fattyúnyelv nagyszótára. A teljes szóanyagból mutatványképen a „CS”. Gyűjtötte és szerkesztette Zolnay Vilmos és Gedényi Mihály. Budapest, 1954. (019 + 106 lap).
Budapest a fattyúnyelvben. Pályamű a Budapest főváros által hirdetett néprajzi pályázatra. Zolnay Vilmos és Gedényi Mihály munkája. Budapest, 1956. (146 lap).
Zolnay Vilmos–Gedényi Mihály: A magyar fattyúnyelv szinonimái. I–IV. (Kézirat). Budapest, 1970. (0134 + 653 lap).
Egy példánya Gedényi Mihályné birtokában, egy az ELTE Egyetemi Könyvtár kézirattárában (jelzete: H. 172), egy pedig az Országos Széchényi Könyvtárban található (jelzete: 404.504).
- Zolnay Vilmos fattyúnyelvi szótárát kiegészítő dolgozatok. (Kézirat). Budapest, 1970.

Megtalálható az ELTE Egyetemi Könyvtár kézirattárában, jelzete: H. 281. A kéziratban több önálló dolgozat, gyűjtemény található, melyek egy részét valószínűleg Gedényi Mihállyal közösen készítette Zolnay, de akad köztük csak Gedényihez köthető munka is. Az egyes dolgozatok a következők:
Bece és gúnynevekről. (52 + 5 lap).
A „lófaszt” tagadó szavunk eredete. (10 lap).
[Gedényi Mihály:] Fattyúnyelvi szógyűjtés Kistarcsáról, Tökölről és a gyűjtőfogházból. (4 lap). A gyűjtést egészen biztosan Gedényi végezte, hiszen őt „feljelentésre háromszor is internálták: 1957-ben és ’58-ban összesen 367 napot töltött Kistarcsán, a Gyűjtőfogházban és Tökölön” – írja Libisch Győző Gedényi „Föld felett – ég alatt” c. könyvének utószavában (Budapest, 1994. 233). Az ELTE Egyetemi Könyvtárban található gyűjtemény bizonyára azonos (bár a címe nem egyezik meg) a Zolnay Vilmos és Gedényi Mihály összeállította A magyar fattyúnyelv szótárá-ban (I, 0144) említett „Gedényi Mihály: A gyűjtőfogházban. Kistarcsa, Tököl, 1958” c. munkával.
Zolnay Vilmos és Gedényi Mihály: Budapestről fattyúnyelven. (66 lap). Vö. Budapest a fattyúnyelvben c. dolgozatukkal.
Pótlás a Budapestre vonatkozó fattyúnyelvi szavakhoz. (12 + 5 lap).
Héber és jiddis származású szavak Nagy Pál Tolvajnyelv Győr 1882 című szótárából. Budapest, 1956. (15 lap). Ez a gyűjtemény, mint az utolsó lap aljára írott szövegből kiderül, voltaképpen levél, amit egy „igazgató úr”-nak szólított személynek küldött Zolnay, hogy a kigyűjtött szavakhoz etimológiát, azaz héber és jiddis megfelelőket kapjon.
- Zolnay Vilmos: Talán az utolsó naplóját írja. Budapest, 1975.

Megtalálható az Országos Széchényi Könyvtár kézirattárában, jelzete: Fol. Hung. 3373.
Az 1975 júliusától a nyár végéig írott napló leginkább kisebb önálló írásokat, feljegyzéseket tartalmaz. Ezek között található több szleng témájú is található:
Köznyelvi szavaink fattyúnyelvi ejtéséről (25–9). Ez a munka az 1950-es években készült.
Az „apacs” szavunkról (30–1).
Az „abcúg”-ról (32–3).
A „nimolé” és családja (37–46). Ez a cikk is az 1950-es években készült, publikálását valamelyik nyelvészeti folyóiratunk elutasította. Zolnay szerint a szó a nimo ’nem, nincs’ és a lé ’pénz’ összetétele.
Az „állvabaszó” (54). A magyar kártya tök nyolcas lapja, amely a feleségét megcsókoló Tell Vilmost ábrázolja.
- Zolnay Vilmos: Tovább folytatom naplóm írását. Budapest, 1975.

Megtalálható az Országos Széchényi Könyvtár kézirattárában, jelzete: Fol. Hung. 3374.
Az 1975 nyárának végétől október 18-ig írott napló leginkább kisebb önálló írásokat, feljegyzéseket tartalmaz. Ezek között szleng vonatkozásai „Nők legdomborúbb testrészéről, avagy A popsitól a valagig” címűnek (11–21) vannak, amelyben a fenékhez kapcsolódó szólások, idézetek, viccek mellett a 19–21. lapon a fattyúnyelvi szótár szinonimagyűjteménye alapján sorol fel idevonatkozó szavakat.
- Gedényi Mihály: A maszi, tütü, kaja és társai. In: Fiúk évkönyve. Tervezte és összeállította: Karádi Ilona. Budapest, 1982. 300–4
- Zolnay Vilmos–Gedényi Mihály: Budapest a fattyúnyelvben (1956). Mozgó Világ, 1994/5: 32–48

A folyóirat „Városantropológia” c. összeállításban Kovács Ákos részleteket közöl a két szerző kéziratos munkájából. Ld. Budapest a fattyúnyelvben.
- Zolnay Vilmos–Gedényi Mihály: A régi Budapest a fattyúnyelvben[halott link]. Budapest, 1996. (136 lap). ISBN ISBN 963-8254-20-3 További URL: .

A szerzők Budapest a fattyúnyelvben címen 1956-ban készült pályaművét adta ki a Fekete Sas Kiadó Fazakas István és Kis Tamás szerkesztésében.
Ism.: S. G.: Argó, zsargon, fattyúnyelv. Zsaru (rendőrségi magazin), 5/27 (1996. július 2.): 16; Szüle Zsolt, Kerületünk a fattyúnyelvben. Erzsébetváros, 1996/9 (július 5.): 11.
A kötetből a Népszabadság „Budapest” melléklete több ízben közölt válogatást Budapest Szótár felcímmel.
- Zolnay Vilmos–Gedényi Mihály: Budapest Szótár. Az Abbázia-parttól a Dzsungelig: Népszabadság 59/?? (2001. március 22.): 34; Az Erzsitől a Lepranegyedig: Népszabadság 59/?? (2001. március 29.): 36; A Lepsitől a Tandelmárkig: Népszabadság 59/?? (2001. április 5.): 36; Az Am-fí-teátrumtól a Zöldházig: Népszabadság 59/?? (2001. április 12.): 34; Az Ahsztóriától a Jakobrődererig: Népszabadság 59/?? (2001. április 19.): 36; A Kéthatostól a Zalcerig: Népszabadság 59/97 (2001. április 26.): 36; Az Almaváritól a Lóakadémiáig: Népszabadság 59/? (2001. május 3.): 44; A Mélyvíztől Zrínyi kirohanásáig: Népszabadság 59/108 (2001. május 10.): 36; Az Alpesitől a Hököm Színházig: Népszabadság 59/? (2001. május 17.): 38; A Jardindöpalitól a Palizabig: Népszabadság 59/? (2001. május 31.): 40; A sajtó öreganyjától a Lipiig: Népszabadság 59/137 (2001. június 14.): 34; A bőrgugyoldától a tauszkiig: Népszabadság 59/143 (2001. június 21.): 34; A bajzlitól a prolibuszig: Népszabadság 59/149 (2001. június 28.): 34; A propicsektől a gumizsaruig: Népszabadság 59/155 (2001. július 5.): 34; A hadácstól a zsernyákig: Népszabadság 59/161 (2001. július 12.): 34; Andrási úttól a zríkígyóig: Népszabadság 59/167 (2001. július 19.): 34; A nemzet bárójától a nimolistáig: Népszabadság 59/173 (2001. július 26.): 32; Orbántól a Donaujégerig: Népszabadság 59/179 (2001. augusztus 2.): 36; A drégejsitől a fügefalevelesig: Népszabadság 59/185 (2001. augusztus 9.): 32; A Gázembertől a Zsül ecsémig: Népszabadság 59/191 (2001. augusztus 16.): 32; Bégétől a Zaciig: Népszabadság 59/196 (2001. augusztus 23.): 32; Az átszállótól a hotelmautnerig: Népszabadság 59/202 (2001. augusztus 30.): 32; Kőbányától az Operáig: Népszabadság 59/208 (2001. szeptember 6.): 38; Csak a lába kifelé – Kairóig: Népszabadság 59/214 (2001. szeptember 13.): 36; Rohamsisaktól a lizoformig: Népszabadság 59/220 (2001. szeptember 20.): 34

Válogatás Zolnay Vilmos–Gedényi Mihály, A régi Budapest a fattyúnyelvben (Budapest, 1996) c. munkájából.